# Циньшуй
Циньшу́й (кит. упр. 沁水, пиньинь Qìnshuǐ) — уезд городского округа Цзиньчэн провинции Шаньси (КНР). Уезд назван по реке Циньхэ.

## История
При империи Западная Хань был создан уезд Дуаньши (端氏县). При империи Северная Вэй в 446 году уезд был расформирован, но в 496 году создан вновь. В 525 году был образован уезд Дунъюнъань (东永安县). При империи Северная Ци уезд Дунъюнъань был переименован в Юннин (永宁县). При империи Суй в 598 году уезд Юннин был переименован в Циньшуй. При империи Юань в 1266 году уезд Дуаньши был присоединён к уезду Циньшуй.
В 1949 году был создан Специальный район Чанчжи (长治专区), и уезд вошёл в его состав. В 1958 году Специальный район Чанчжи был переименован в Специальный район Цзиньдуннань (晋东南专区), при этом уезд Циньшуй был присоединён к уезду Яньчэн. В 1959 году уезды были разделены вновь.
В 1970 году Специальный район Цзиньдуннань был переименован в Округ Цзиньдуннань (晋东南地区).
В 1985 году постановлением Госсовета КНР были расформированы город Чанчжи, городской уезд Цзиньчэн и округ Цзиньдуннань, а на их территории образованы городские округа Чанчжи и Цзиньчэн; уезд вошёл в состав городского округа Цзиньчэн.

## Административное деление
Уезд делится на 7 посёлков и 7 волостей.

## Экономика
Циньшуй является крупным центром добычи угля и метана из угольных пластов (PetroChina).